# Vladimir Titov
Vladimír Georgijevič Titov (* 1. ledna 1947 Sretensk, Čitská oblast RSFSR (nyní Rusko) je sovětský a ruský kosmonaut ruské národnosti ze Sojuzů, raketoplánu a stanice Mir, bývalý světový rekordman v délce pobytu ve vesmíru.

## Život

### Mládí a výcvik
Po základní škole absolvoval roku 1965 i střední a pracoval jako topič do května 1966. Poté nastoupil na Černigovské vyšší letecké učiliště na Ukrajině, studium ukončil roku 1970. Na této škole v Černigovu zůstal jako pilot instruktor až do roku 1974. Pak sloužil ve výcvikovém leteckém pluku při Centru přípravy kosmonautů (CPK). Do Hvězdného městečka (Centr podgotovki kosmonavtov im. J. A. Gagarina, Zvezdnyj gorodok), nastoupil v srpnu 1976 a zůstal zde přes 20 let. První rok v CPK se nově přijatá skupina posluchačů-kosmonautů věnovala leteckému výcviku v rámci přípravy na lety raketoplánů (program Buran), vlastním všeobecným kosmickým výcvikem procházeli od října 1977 do ledna 1979. 30. ledna 1979 byl oficiálně zařazen do oddílu kosmonautů jako kosmonaut-výzkumník.

### Lety do vesmíru
V září 1981 byl zařazen do záložní posádky prvního letu na orbitální stanici Saljut 7 (velitel lodi, s Gennadijem Strekalovem), po startu Sojuzu T-5 v květnu 1982 se Titovova posádka posunula na první místo. Do posádky v září přibyla Irina Proninová, v březnu 1983 nahrazená Alexandrem Serebrovem .

#### První let
V dubnu 1983 odstartoval jako velitel Sojuzu T-8 společně s Gennadijem Strekalovem a Alexandrem Serebrovem z Bajkonuru a stal se tak 118. člověkem ve vesmíru. Jejich cílem byla sovětská orbitální stanice Saljut 7. Protože se jim na lodi neuvolnila anténa navigačního systému a při pokusech se přiblížit ručním ovládáním se vyčerpaly reservy pohonných hmot, byl let předčasně ukončen po dvou letových dnech. Přistání bylo bez problémů s padáky na území Kazašské SSR.
V květnu - červnu byla dvojice Titov - Strekalov náhradníky letu Sojuz T-9, poté byli nominováni pro let Sojuzu T-10, ale tentokrát se ani nedostali do vesmíru. Necelou minutu před startem vypukl požár nosné rakety, záchranný systém (SAS, Sistema avarijnogo spasenija) zajistil oddělení kosmické lodi, která přistála asi 4 km od rampy.
Od září 1985 se připravoval s Alexandrem Serebrovem na druhou expedici na Mir, ale několik dní před startem Serebrov onemocněl a na Mir letěli náhradníci Jurij Romaněnko a Alexandr Lavějkin.

#### Druhý let
Od března 1987 se připravoval s novou posádkou na třetí expedici na Mir. Až za 4,5 roku, v prosinci 1987, letěl konečně plukovník Titov podruhé, již s novým typem Sojuzu, ve společnosti kosmonautů Musy Manarova a Anatolije Levčenka. Letěli na orbitální stanici Mir, kde se setkali s posádkou ve složení Jurij Romaněnko a Alexandr Alexandrov. Po několika dnech se tři kosmonauti v lodi Sojuz TM-2 vrátili na Zem, Titov s Manarovem na Miru zůstali jako nová stálá posádka na celý rok. Během této doby přijali u Miru řadu nákladních lodí typu Progress a několik Sojuzů s mezinárodními posádkami, které se na stanici prostřídaly. Titov absolvoval tři výstupy do kosmického prostoru o celkové délce 13 hodin 47 minut. V srpnu 1988 pak stálou posádku doplnil kosmonaut Valerij Poljakov. V prosinci 1988 se Titov společně s Musou Manarovem a Jean-Loupem Chrétienem z Francie v kosmické lodi Sojuz TM-6 vrátili na Zem po roce stráveném na orbitě Země (365 dní 22 hodin 39 minut). Byl to tehdy pro Titova světový kosmonautický rekord.
6. dubna 1990 v souvislostí s povýšením do funkce zástupce náčelníka 1.správy (pro výcvik) CPK opustil oddíl kosmonautů. V září 1992 byl se Sergejem Krikaljovem vybrán k letům v raketoplánu (let STS-60). V listopadu téhož roku nastoupil do výcviku pro raketoplány v USA, v Johnsonově středisku v Houstonu, od března 1993 jako náhradník Krikaljova. V roce 1994 požádal o odvolání z funkce v CPK, aby mohl být opět zařazen do oddílu kosmonautů, do něhož se vrátil k 26. červenci 1994.

#### Třetí let
V září 1993 byl jmenován do posádky letu STS-63. A v úhoru 1995 letěl potřetí. Byla to osmidenní mise STS-63 s cílem přiblížit se ke stanici Mir s raketoplánem Discovery. Posádku tvořilo vedle Titova pět Američanů: James Wetherbee, Eileen Collinsová, Bernard Harris, Michael Foale a Janice Vossová. Na palubě vezli laboratoř Spacehab. Startovali z Floridy, mysu Canaveral. 6. února se úspěšně přiblížili k Miru, vyzkoušeli manévrování ve formaci a opět se vzdálili. Poté vypustili družici Spartan, aby ji po pár dnech s daty opět zachytili a odvezli na Zem. Přistáli na dráze KSC na Floridě.
30. listopadu 1995 zase odešel z oddílu kosmonautů kvůli povýšení do funkce náčelníka 3. správy CPK, ale již 20. prosince 1996 se na vlastní žádost vrátil sice na řadový post, ale opět v oddílu kosmonautů.

#### Čtvrtý let
V srpnu 1996 byl určen náhradníkem Jeleny Kondakovové pro let STS-84 a účastníkem letu STS-86. Přípravu zahájil v prosinci 1996. V září 1997, dva roky po třetím letu, letěl Titov počtvrté. Tentokrát v raketoplánu Atlantis v rámci mise STS-86, cílem byl opět Mir. Spojení se tentokrát povedlo. Posádku raketoplánu tvořili James Wetherbee, Vladimír Titov z Ruska, Scott Parazynski, Jean-Loup Chrétien z Francie, Wendy Lawrenceová, Michael Bloomfield a David Wolf. Poslední jmenovaný na Miru zůstal, místo něj se k Zemi vrátil Michael Foale z původní posádky Miru. Sebou měli vědecký modul Spacehab. Titov absolvoval další kosmickou vycházku (5 hodin 1 minuta). Po 11 dnech ve vesmíru Atlantis přistál v USA na Floridě, na přistávací dráze mysu Canaveral.
- Sojuz T-8 (20. dubna 1983 – 22. dubna 1983, 2dny 18 min)
- Sojuz TM-4 (21. prosince 1987 – 21. prosince 1988, 365 dnů 22 hod 39 min)
- STS-63 Discovery (3. února 1995 – 11. února 1995, 8dnů 6 hod 28 min)
- STS-86 Atlantis (26. září 1997 – 6. října 199710 dnů 19 hod 21 min)

### Po ukončení letů
K 21. září 1998 byl uvolněn z Ozbrojených sil Ruské Federace a tedy i z oddílu kosmonautů CPK VVS. Poté byl vedoucím správy pilotovaných kosmických letů v GKNPC Chruničeva. Od června 1999 je ve vedení pobočky Boeingu pro Rusko a státy SNS.